# 邓处善
邓处善，明朝人，是一名明朝政治人物。
邓处善曾于1379年接替陈原九任松江府知府一职，1397年由何赐接任。